# Stelis uninervia
Stelis uninervia är en orkidéart som beskrevs av Charles Schweinfurth. Stelis uninervia ingår i släktet Stelis och familjen orkidéer. Inga underarter finns listade i Catalogue of Life.